# Marlene Schmidt

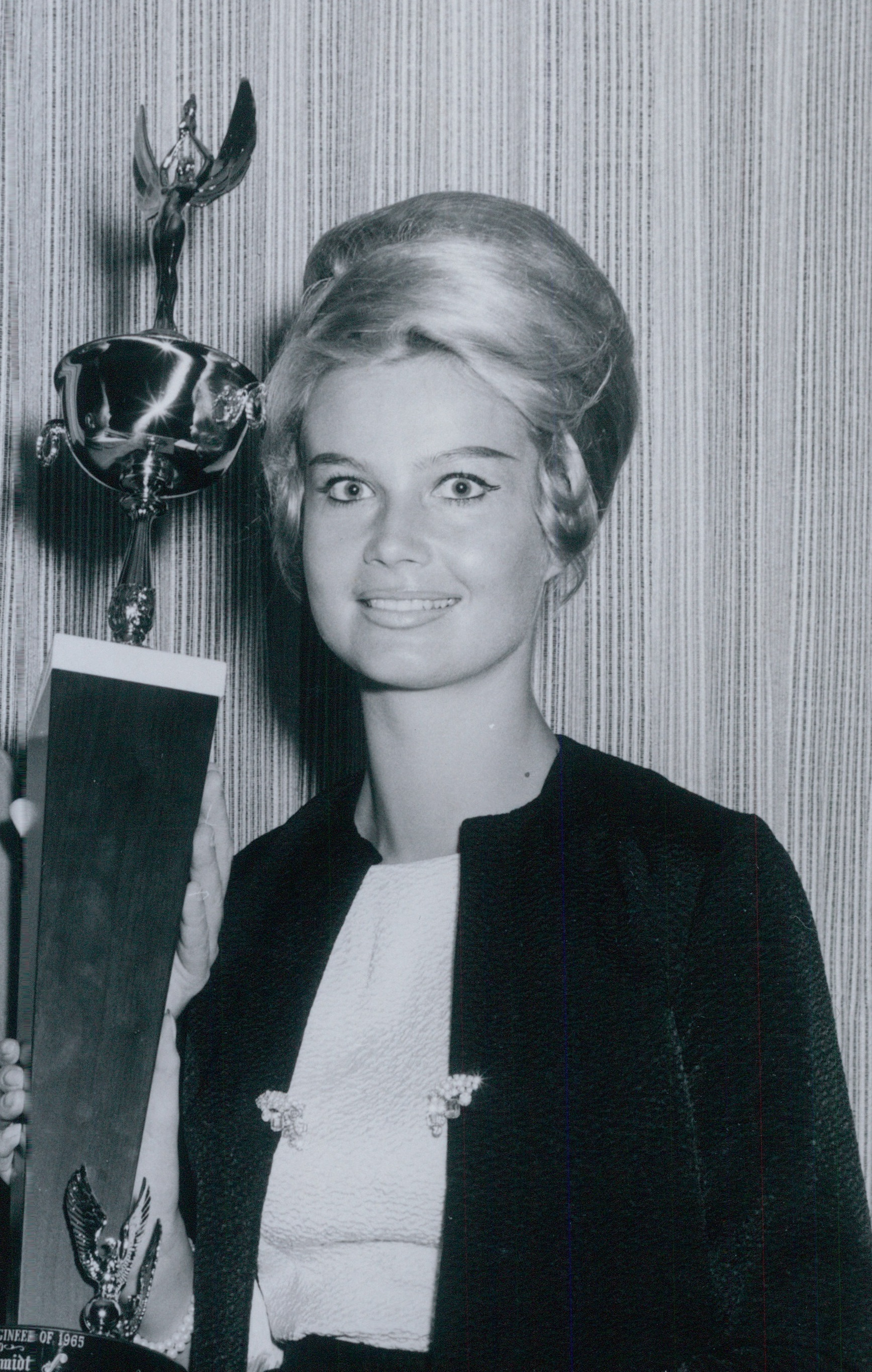
Marlene Schmidt, 1965

Marlene Katharina Hedwig Schmidt (bürgerlicher Name Marlene Hardin; * 7. September 1934 oder 4. Februar 1937 oder 1939 in Breslau) ist eine ehemalige deutsche Schönheitskönigin, Schauspielerin, Drehbuchautorin und Filmproduzentin.

## Jugend
Sie wurde in Schlesien geboren und wuchs in Mulmke, einem Ortsteil von Heudeber in der preußischen Provinz Sachsen auf. Ab 1949 gehörte die Region zum Staatsgebiet der DDR. In Jena studierte sie an einer Ingenieurschule und machte einen Abschluss als Ingenieurin für Feinwerktechnik. 1960 flüchtete sie, wie zuvor ihre Schwester, gemeinsam mit ihrer Mutter über West-Berlin in die Bundesrepublik Deutschland. Anfangs lebte sie mit ihrer Mutter in Hattingen, bevor sie nach Stuttgart zog. Dort arbeitete sie in einer Firma für pneumatische Messgeräte.

## Schönheitskönigin
1961 bewarb sie sich für eine Vorausscheidung der Miss-Germany-Wahl, weil es „ein schönes Auto zu gewinnen gab“. Dabei handelte es sich um einen Renault Caravelle (damals Renault Floride). Als Vertreterin Baden-Württembergs wurde sie schließlich in Baden-Baden zur Miss Germany gewählt. Am 15. Juli des gleichen Jahres stach sie in einer von den Paramount Studios organisierten Veranstaltung in Miami Beach 47 Konkurrentinnen aus aller Welt aus und wurde zur Miss Universe gekürt. Die 1,73 m große Blondine ist bis heute die einzige deutsche Miss Universe. Nach ihrer Wahl wurde sie unter anderem von Richard Nixon und Ronald Reagan empfangen. Erst durch den Fernsehjournalisten  Werner Höfer erfuhr ihre Mutter Charlotte von dem Sieg ihrer Tochter.
In der DDR gab es zum damaligen Zeitpunkt keine Schönheitswettbewerbe. In der DDR-Zeitung Junge Welt beschuldigte man 1961 die USA, den Wettbewerb manipuliert zu haben, um auf das Flüchtlingsproblem der DDR aufmerksam zu machen. Das Narrativ „ein Mädchen aus der Ostzone, das sich für die Freiheit entschieden hat und auch noch schön ist“ passe wunderbar zur Propaganda der USA. In Ostdeutschland sei Marlene als Ingenieurin respektiert worden, während im Westen nur ihre Oberweite, Taille und Hüfte (36½-23-36) Bewunderung ernteten.

## Privatleben
1962 wurde sie die dritte Ehefrau des amerikanischen Fernsehstars Ty Hardin, der durch die Titelrolle in der Westernserie Bronco Berühmtheit erlangt hatte. Sie ließ sich in den USA nieder, wo Marlene Schmidt Mutter einer Tochter wurde. Die Ehe endete 1966.
1969 wurde sie von Erika Runge für das Reportage-Buch Frauen interviewt.
In den 1970er und 1980er Jahren war sie in zweiter Ehe mit dem amerikanischen Filmproduzenten und Filmregisseur Howard Avedis verheiratet, mit dem sie eine Filmproduktionsfirma für Trashfilme führte.
Schließlich zog es Marlene Schmidt wieder nach Deutschland zurück, wo sie sich in Saarbrücken ansiedelte. Eine Zeitlang arbeitete sie dort in einem Elektromotorenwerk und heiratete später einen Lehrer. Auch diese Ehe wurde mittlerweile geschieden und blieb kinderlos.

## Filmkarriere
Zwischen 1972 und 1986 war Marlene Schmidt im Filmgeschäft, als Schauspielerin, Produzentin und auch Autorin in elf Produktionen der gemeinsam mit ihrem zweiten Ehemann geführten Firma tätig. Ihre Haupttätigkeit lag dabei in der Produktion und der Schauspielerei. Die Filme sind dem B-Movie der unteren Kategorie zuzurechnen, die meisten davon Exploitationfilme. Hervorhebung verdient darunter das erste Werk von 1972, The Stepmother, welches eine Nominierung für einen Oscar erhielt – für die Filmmusik.

## Filmografie
Marlene Schmidt war an den nachfolgenden Filmproduktionen als Schauspielerin und Drehbuchautorin beteiligt. Bis auf Highway Cowboy und The Fifth Floor war sie auch für die Produktion verantwortlich:
- 1972: The Stepmother  2
- 1974: Der Dritte bringt den Tod (The Teacher, auch The Sudactress)
- 1975: The Specialist  2
- 1975: Dr. Minx
- 1976: Scorchy
- 1978: Highway Cowboy (Texas Detour)  1
- 1978: The Fifth Floor  1
- 1981: Separate Ways  2
- 1983: Hall of Death – Die Todeshalle (Mortuary)
- 1984: Zum Töten verführt (They´re Playing with Fire)  2
- 1986: Kidnapped

Nach langer Abwesenheit aus den Medien hatte Marlene Schmidt 2005 zwei Mal einen kleinen Auftritt als Kassiererin in den Fernsehserien Liebesleben und Sex mit dem Ex.

## Sonstiges

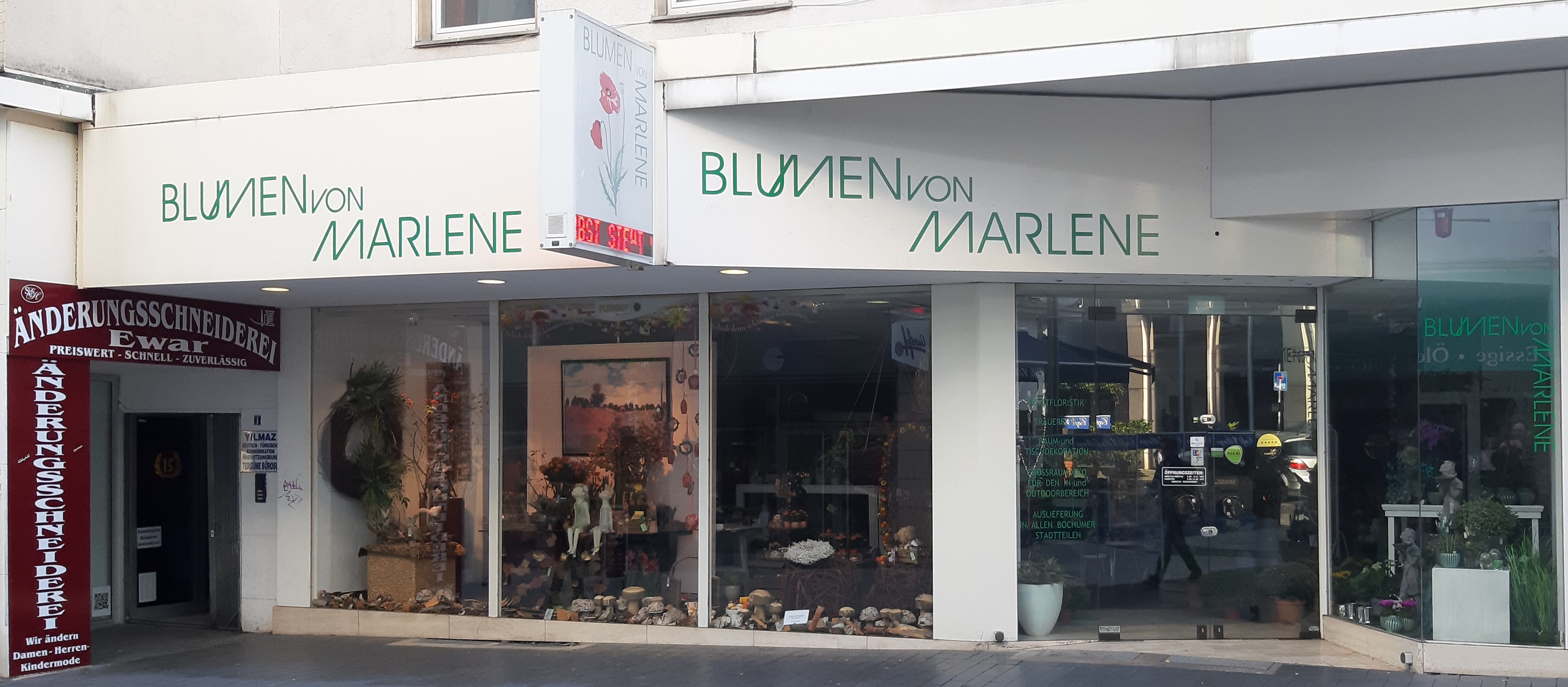
Blumen von Marlene in der Bochumer Innenstadt (Hellweg 3)

Seit ihrer Wahl zur Miss Universe ziert ihr Vorname das Bochumer Blumengeschäft, das früher ihrer Mutter gehörte und bis heute „Blumen von Marlene“ heißt.